# Campeonato Sudamericano de Voleibol Femenino Sub-17 de 2023
El Campeonato Sudamericano de Voleibol Femenino Sub-16 de 2023 fue la sexta edición del torneo de voleibol femenino de selecciones categoría Sub-17. Se llevó a cabo del 27 de septiembre al 1 de octubre en Callao (Perú). El evento fue organizado por la Federación Peruana de Voleibol (FPV) bajo la supervisión de la Confederación Sudamericana de Voleibol (CSV). El torneo otorgó tres cupos para el Campeonato Mundial de la categoría a disputarse en 2024.
En el Grupo A clasificaron Argentina con 5 puntos y Perú con 4 puntos a Semifinales. Mientras en el B, clasificaron Brasil con 9 puntos y Ecuador con 5 puntos, por 1ª vez en su historia de competencias internacionales.
En las semifinales, Argentina venció a Ecuador 3-0 y posteriormente, Brasil a Perú por el mismo marcador. Argentinas y brasileñas jugaron la final el 1 de octubre del 2023, mientras que el seleccionado peruano se enfrentó a Ecuador por la Medalla de Bronce y el 3er cupo al Mundial 2024. 
En el partido por el quinto puesto, Bolivia le ganó a Chile 3 sets a 1, logrando su mejor resultado desde el Campeonato Sudamericano Sub-16 del año 2015, donde logró la Medalla de Plata. 
Por el tercer lugar, Perú venció a la selección de Ecuador por un marcador de 3-1 con parciales de 25-20 / 22-25 / 25-14 / 25-16 llevándose la medalla de Bronce y su clasificación al Mundial sub-17 2024.
Por el primer y segundo lugar, se enfrentaron Argentina y Brasil, dónde el sexteto albiceleste logro conseguir la victoria llevándose la medalla de Oro y Brasil la de Plata, ambos ya clasificados al mundial sub-17 2024.

## equipos participantes
Siete selecciones confirmaron su participación en el torneo. Uruguay  y Venezuela decidieron no participar.
- Argentina
- Brasil
- Bolivia
- Chile
- Ecuador
- Colombia
- Perú (local)

## Grupos
| Grupo A   | Grupo B  |
| --------- | -------- |
| Perú      | Brasil   |
| Bolivia   | Chile    |
| Argentina | Colombia |
|           | Ecuador  |

### Grupo A
| Pos. | Equipo    | Partidos | Partidos | Partidos | Pts. | Sets | Sets | Sets  | Puntos | Puntos | Puntos |
| Pos. | Equipo    | PJ       | PG       | PP       | Pts. | SG   | SP   | Ratio | PG     | PP     | Ratio  |
| ---- | --------- | -------- | -------- | -------- | ---- | ---- | ---- | ----- | ------ | ------ | ------ |
| 1    | Argentina | 2        | 2        | 0        | 5    | 6    | 2    | 3.000 | 178    | 151    | 1.178  |
| 2    | Perú      | 2        | 1        | 1        | 4    | 5    | 3    | 1.666 | 186    | 137    | 1.357  |
| 3    | Bolivia   | 2        | 0        | 2        | 0    | 0    | 6    | 0.000 | 79     | 150    | 0.526  |

| Fecha            | Hora  | Equipo 1 | Res.  | Equipo 2  | Set 1 | Set 2 | Set 3 | Set 4 | Set 5 | Total     | Reporte |
| ---------------- | ----- | -------- | ----- | --------- | ----- | ----- | ----- | ----- | ----- | --------- | ------- |
| 27 de septiembre | 20:00 | Perú     | 3 – 0 | Bolivia   | 25-14 | 25-09 | 25-11 |       |       | 75 – 34   |         |
| 28 de septiembre | 20:00 | Perú     | 2 – 3 | Argentina | 25-20 | 23-25 | 22-25 | 25-15 | 16-18 | 111 – 103 |         |
| 29 de septiembre | 20:00 | Bolivia  | 0 – 3 | Argentina | 11-25 | 22-25 | 12-25 |       |       | 45 – 75   |         |

### Grupo B
| Pos. | Equipo   | Partidos | Partidos | Partidos | Pts. | Sets | Sets | Sets  | Puntos | Puntos | Puntos |
| Pos. | Equipo   | PJ       | PG       | PP       | Pts. | SG   | SP   | Ratio | PG     | PP     | Ratio  |
| ---- | -------- | -------- | -------- | -------- | ---- | ---- | ---- | ----- | ------ | ------ | ------ |
| 1    | Brasil   | 3        | 3        | 0        | 9    | 9    | 1    | 9.000 | 303    | 138    | 2.195  |
| 2    | Ecuador  | 3        | 2        | 1        | 5    | 6    | 2    | 3.000 | 215    | 225    | 0.955  |
| 3    | Chile    | 3        | 1        | 2        | 3    | 4    | 6    | 0.666 | 215    | 248    | 0.866  |
| 4    | Colombia | 3        | 0        | 3        | 1    | 2    | 9    | 0.222 | 195    | 275    | 0.709  |

| Fecha            | Hora  | Equipo 1 | Res.  | Equipo 2 | Set 1 | Set 2 | Set 3 | Set 4 | Set 5 | Total    | Reporte |
| ---------------- | ----- | -------- | ----- | -------- | ----- | ----- | ----- | ----- | ----- | -------- | ------- |
| 27 de septiembre | 18:00 | Ecuador  | 3 – 2 | Colombia | 25-15 | 19-25 | 23-25 | 25-19 | 15-09 | 107 – 93 |         |
| 27 de septiembre | 16:00 | Chile    | 1 – 3 | Brasil   | 28-26 | 07-25 | 10-25 | 20-25 |       | 65 – 101 |         |
| 28 de septiembre | 16:00 | Ecuador  | 0 – 3 | Brasil   | 14-25 | 10-25 | 09-25 |       |       | 33 – 75  |         |
| 28 de septiembre | 18:00 | Chile    | 3 – 1 | Colombia | 25-17 | 18-25 | 25-22 | 25-08 |       | 93 – 72  |         |
| 29 de septiembre | 16:00 | Colombia | 0 – 3 | Brasil   | 14-25 | 10-25 | 06-25 |       |       | 30 – 75  |         |
| 29 de septiembre | 18:00 | Chile    | 0 – 3 | Ecuador  | 20-25 | 16-25 | 21-25 |       |       | 57 – 75  |         |

##### Partido por el 5.º y 6.º puesto
| Fecha            | Hora  | Equipo 1 | Res.  | Equipo 2 | Set 1 | Set 2 | Set 3 | Set 4 | Set 5 | Total   | Reporte |
| ---------------- | ----- | -------- | ----- | -------- | ----- | ----- | ----- | ----- | ----- | ------- | ------- |
| 30 de septiembre | 18:00 | Bolivia  | 3 – 1 | Chile    | 25-20 | 25-20 | 13-25 | 25-18 |       | 88 – 83 |         |

#### Clasificación 1.º al 4.º puesto
|  | Semifinales | Semifinales |   |      | Final                     | Final |  |
|  |             |             |   |      |                           |       |  |
|  |             |             |   |      |                           |       |  |
|  | Argentina   | 3           |   |      |                           |       |  |
|  | Ecuador     | 0           |   |      |                           |       |  |
|  |             |             |   |      |                           |       |  |
|  |             |             |   |      |                           |       |  |
|  |             |             |   |      | Argentina                 | 3     |  |
|  |             | Brasil      | 2 |      |                           |       |  |
|  |             |             |   |      |                           |       |  |
|  |             |             |   |      |                           |       |  |
|  |             |             |   |      | Partido 3.er y 4.º puesto |       |  |
|  |             |             |   |      |                           |       |  |
|  | Perú        | 0           |   | Perú | 3                         |       |  |
|  | Brasil      | 3           |   |      | Ecuador                   | 1     |  |

##### Semifinales
| Fecha            | Hora  | Equipo 1  | Res.  | Equipo 2 | Set 1 | Set 2 | Set 3 | Set 4 | Set 5 | Total   | Reporte |
| ---------------- | ----- | --------- | ----- | -------- | ----- | ----- | ----- | ----- | ----- | ------- | ------- |
| 30 de septiembre | 18:00 | Argentina | 3 – 0 | Ecuador  | 25-17 | 25-22 | 25-10 |       |       | 75 – 49 |         |
| 30 de septiembre | 20:00 | Perú      | 0 – 3 | Brasil   | 12-25 | 19-25 | 16-25 |       |       | 47 – 75 |         |

##### Partido por el3.ery 4.º puesto
| Fecha        | Hora  | Equipo 1 | Res.  | Equipo 2 | Set 1 | Set 2 | Set 3 | Set 4 | Set 5 | Total   | Reporte |
| ------------ | ----- | -------- | ----- | -------- | ----- | ----- | ----- | ----- | ----- | ------- | ------- |
| 1 de octubre | 18:00 | Ecuador  | 1 – 3 | Perú     | 20-25 | 25-22 | 14-25 | 16-25 |       | 75 – 97 |         |

##### Final
| Fecha        | Hora  | Equipo 1  | Res.  | Equipo 2 | Set 1 | Set 2 | Set 3 | Set 4 | Set 5 | Total     | Reporte |
| ------------ | ----- | --------- | ----- | -------- | ----- | ----- | ----- | ----- | ----- | --------- | ------- |
| 1 de octubre | 20:00 | Argentina | 3 – 2 | Brasil   | 25-21 | 18-25 | 25-19 | 18-25 | 19-17 | 105 – 107 |         |

## Clasificación general
| Pos.              | Equipo    |
| ----------------- | --------- |
| Medalla de oro    | Argentina |
| Medalla de plata  | Brasil    |
| Medalla de bronce | Perú      |
| 4                 | Ecuador   |
| 5                 | Bolivia   |
| 6                 | Chile     |
| 7                 | Colombia  |

| Argentina Campeón 2º título |

## Distinciones individuales
Al culminar la competición la organización del torneo entregó los siguientes premios individuales:
- Jugadora más valiosa (MVP)

 Justina Fortes
- Mejores centrales

 Galilea Fuentes (primera)
 Kamilla Galvao (segunda)
- Mejores puntas

 María Eugenia Martinez (primera)
 Laura Carvhalo (segunda)
- Mejor armadora

 Emma Williner
- Mejor opuesta

 María Victoria Matich
- Mejor líbero

 Romina Alcívar

## Clasificados al Campeonato Mundial Sub-17 2024
| Bandera de Argentina | Bandera de Brasil | Bandera de Perú | Bandera de Ecuador |
| Argentina            | Brasil            | Perú            | Ecuador            |
| -------------------- | ----------------- | --------------- | ------------------ |